# André Claveau
André Claveau (Parigi, 29 dicembre 1911 – Agen, 4 luglio 2003) è stato un cantante francese, molto conosciuto tra gli anni quaranta e sessanta.
Ha vinto l'Eurovision Song Contest 1958 con Dors mon amour.

## Canzoni
- 1939: Venez donc chez moi
- 1942: Seul ce soir
- 1943: J'ai pleuré sur tes pas
- 1943: Marjolaine
- 1949: Une nuit mon amour
- 1950: Domino
- 1950: Cerisier rose et pommier blanc
- 1951: Bon anniversaire, nos vœux les plus sincères
- 1952: Le Petit train
- 1956: Les Yeux d'Elsa
- 1958: Dors mon amour,
- C'est bon d'aimer

## Filmografia
- Le Destin s'amuse
- Les Vagabonds du rêve
- Coeur-sur-Mer
- Pas de vacances pour Monsieur le Maire
- Les Surprises d'une nuit de noces
- Un jour avec vous
- Rires de Paris
- Saluti e baci
- French Cancan
- Prisonniers de la brousse